# Томоэ Годзэн
Томоэ Годзэн (яп. 巴 御前, XII—XIII века) — средневековая японская воительница (онна-бугэйся), жившая во время войны Тайра и Минамото. Национальная героиня страны, прославившаяся своей храбростью и владением мечом и луком.

## Биография
Вся известная о ней информация приведена в книге «Хэйкэ-моногатари». О семье Томоэ нет сведений; она стала женой (по другим сведениям — конкубиной) Минамото-но Ёсинаки, который восстал против Тайра в 1184 году и захватил Киото после победы в битве при Курикаве. В этой битве принимала участие и Томоэ.
После того, как Тайра были оттеснены в западные провинции, Ёсинака вступил в соперничество со своим родственником Минамото-но Ёритомо. Ёсинака и Годзэн встретились с армией Ёритомо в отчаянной битве при Авадзу, в которой Годзэн захватила в качестве трофея голову поверженного противника (возможно нескольких). Известно, что Годзэн была в числе 5 последних самураев, оставшихся в живых в битве при Авадзу, и что Ёсинака приказал ей спасаться бегством, посчитав смерть вместе с женщиной позорной. Она подчинилась с большой неохотой, напоследок победив одного из воинов Минамото Ёритомо — Ондай-но-Хатиро Моросигэ, отрезала его голову и убежала. В некоторых источниках написано, что Годзэн на самом деле погибла в битве вместе со своим мужем, другие утверждают, что она спаслась, уехала в Западные провинции и стала женой Вады Ёсимори. После смерти последнего в 1213 году стала монахиней.